# Epifyllum
Epiphyllum – rodzaj obejmujący 19 gatunków roślin z rodziny kaktusowatych.
W naturze są to epifity, rosnące zwykle w tropikalnych dżunglach Meksyku i  Ameryki Południowej. Gatunkiem typowym jest E. phyllanthus (L.) Haw.

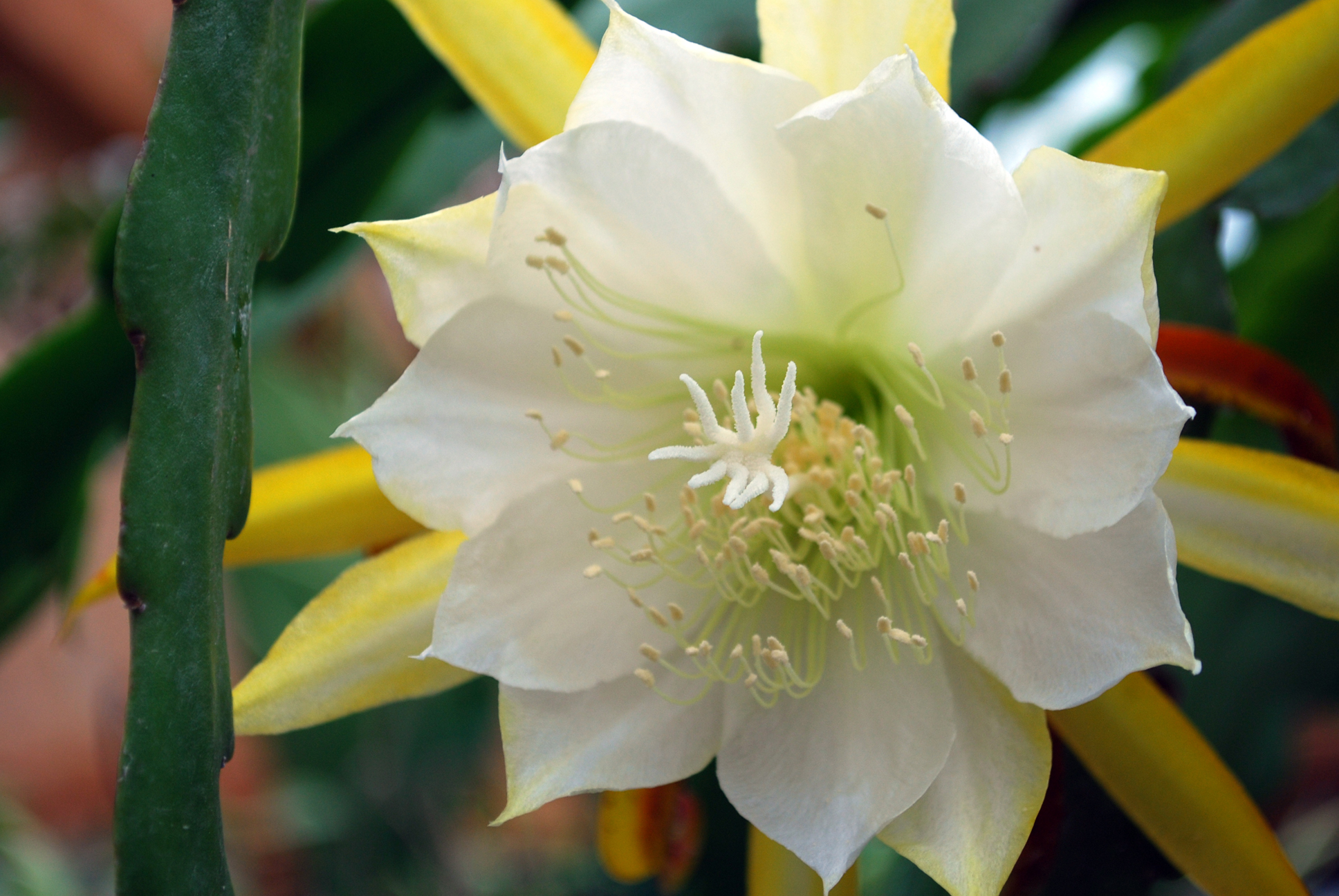
Kwiat Epiphyllum laui

## Morfologia[4]
Pokrój

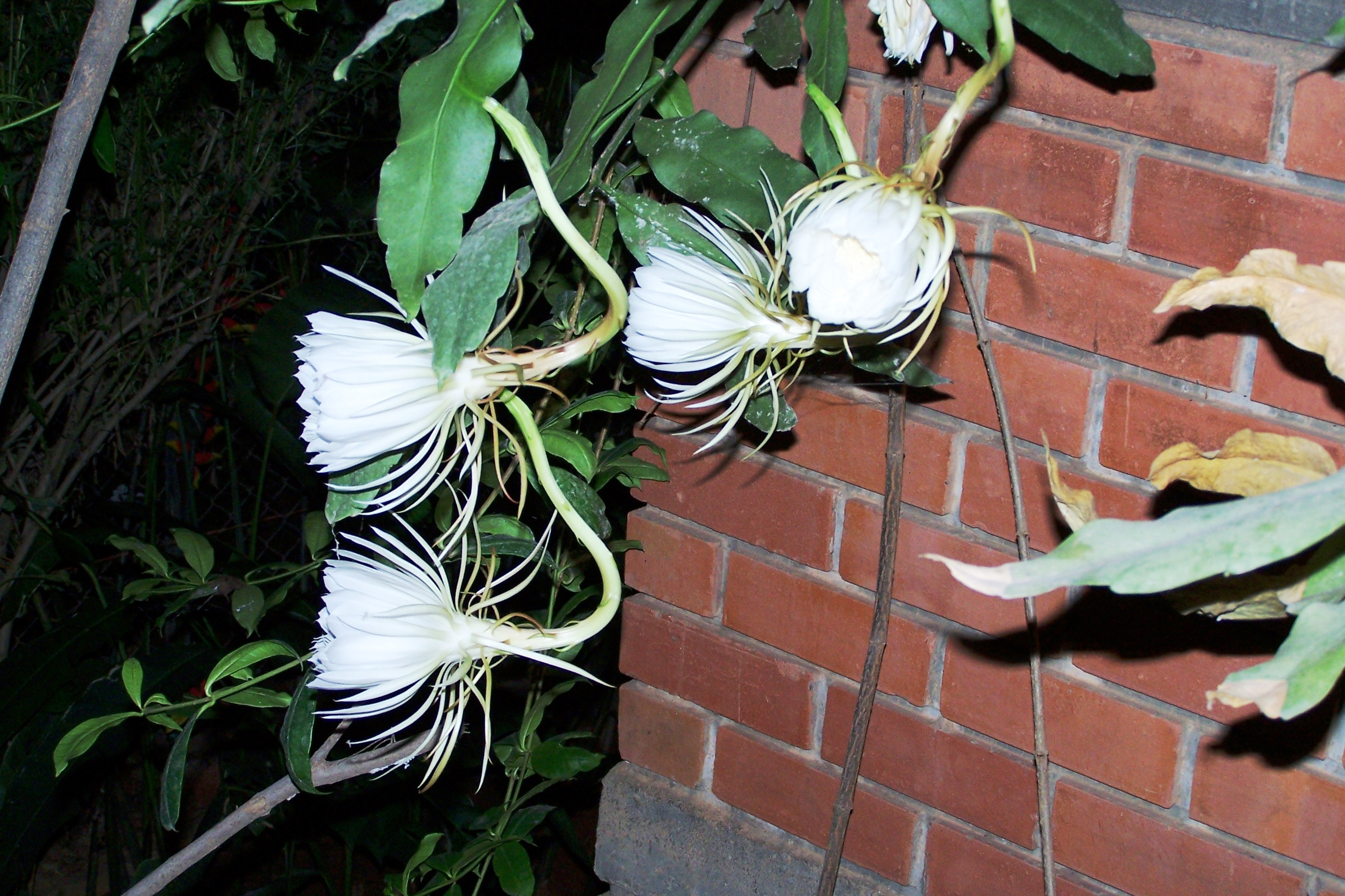
Kwitnące Epiphyllum oxypetalum

Tworzy członowane, długie na 80–90 cm, kanciaste, zwisające pędy, które upodobniły się do liścia. Człony mogą mieć różną długość i szerokość w zależności od gatunku i warunków świetlnych. U niektórych pędy są karbowane, a nawet ząbkowane.
Kwiaty
Rośliny te wyróżniają się bardzo dużymi, pachnącymi i wielolistkowymi kwiatami o barwach: białej, żółtej, różowej, szkarłatnej, łososiowej, karminowej, liliowej, pomarańczowej i czerwonej. U nielicznych występują kwiaty dwubarwne. Obfite kwitnienie przypada zazwyczaj na wiosnę, od marca do czerwca–lipca, ale często się zdarza, że w miesiącach jesiennych i zimowych kwitnie ponownie. Kwiaty są niezwykle piękne i mogą się z nich wykształcić czerwone owoce. Roślina głównie dzięki nim zawdzięcza popularność. Jest nazywana "królową (kwiatem) jednej nocy", gdyż kwiaty rozwijają się w nocy i przekwitają w ciągu kilku godzin.

## Uprawa
Źródło:
W klimacie europejskim wiele mieszańców tej rośliny uprawianych  jest jako rośliny pokojowe.
Podlewanie
Epifilum należy do roślin kaktusowatych, więc jest sucholubna i wrażliwa na obecność wapnia. Do podlewania należy stosować miękką wodę. W pełni wegetacji (od wiosny do jesieni) oraz w porze kwitnienia należy podlewać obficie i nawozić pożywką dla kaktusów, w okresie spoczynku (jesień i zima) podlewanie powinno być ograniczone.
Temperatura
Od maja do września można wystawić je na zewnątrz – najlepiej w miejscu przewiewnym i lekko zacienionym. Optymalna temperatura w tym czasie to 20–25 °C w dzień, a nocą o kilka stopni chłodniej.  Od listopada do lutego przypada okres spoczynku i wtedy najlepsza jest temperatura 8–10 °C. Należy unikać temperatury poniżej 5 °C.
Światło
Wymaga miejsca jasnego, ale gdzie światło jest rozproszone. Najlepiej czuje się na parapecie okna wschodniego. Gdy światła jest za mało, pędy są niewybarwione i mają charakterystyczny jasnozielonożółty kolor. Są wtedy wąskie, kruche i biczowato wyciągnięte. Niektóre gatunki charakteryzują się czerwonymi zabarwieniami części zielonych przy zbyt dużym naświetleniu.
Rozmnażanie
Najłatwiej rozmnaża się przez sadzonki pędowe, które odrywa się od rośliny i pozostawia na kilka godzin, aby przeschły. Tak przygotowane sadzonki umieszczasię w  podłożu. Podłoże powinno być lekko wilgotne, a  wilgotność powietrza duża. Można również rozmnażać z nasion, ale kwiaty pojawią się dopiero po kilku latach. Najlepszy okres do rozmnażania przypada na późną wiosnę oraz lato.
Podłoże
Specjalne mieszanki do kaktusów lub ziemia kwiatowa o lekko kwaśnym odczynie.
Przycinanie
Kaktusa można przycinać, co stymuluje go do wytwarzanie wielu nowych pędów. Pędy 2-3 letnie należy zachowywać, ponieważ tylko na nich wytwarzane są kwiaty.
Inne
Roślina rzadko atakowana przez szkodniki, odporna i łatwa w uprawie.

## Systematyka
Synonimy
Phyllocactus Link, Phyllocereus Miq.
Pozycja systematyczna według APweb (aktualizowany system APG III z 2009)
Należy do rodziny kaktusowatych (Cactaceae) Juss., która jest jednym z kladów w obrębie rzędu goździkowców (Caryophyllales) i klasy roślin okrytonasiennych. W obrębie kaktusowatych należy do plemienia Hylocereeae, podrodziny Cactoideae.
Pozycja w systemie Reveala (1993-1999)
Gromada okrytonasienne (Magnoliophyta Cronquist), podgromada Magnoliophytina Frohne & U. Jensen ex Reveal, klasa Rosopsida Batsch, podklasa goździkowe (Caryophyllidae Takht.), nadrząd Caryophyllanae Takht., rząd goździkowce (Caryophyllales Perleb), podrząd Cactineae Bessey in C.K. Adams, rodzina kaktusowate (Cactaceae Juss.), rodzaj epifyllum (Epiphyllum Haw.).

### Wybrane gatunki
Źródło:
- Epiphyllum anguliger (Lem.) G.Don
- Epiphyllum baueri Dorsch
- Epiphyllum cartagense (F.A.C.Weber) Britton & Rose
- Epiphyllum caudatum Britton & Rose
- Epiphyllum crenatum (Lindl.) G.Don
- Epiphyllum floribundum Kimnach
- Epiphyllum grandilobum (F.A.C.Weber) Britton & Rose
- Epiphyllum hookeri Haw.
- Epiphyllum laui Kimnach
- Epiphyllum lepidocarpum (F.A.C.Weber) Britton & Rose
- Epiphyllum oxypetalum (DC.) Haw. – epifyllum ostropłatkowe
- Epiphyllum phyllanthus (L.) Haw.
- Epiphyllum pumilum (Vaupel) Britton & Rose
- Epiphyllum thomasianum (K.Schum.) Britton & Rose
- Epiphyllum trimetrale Croizat